# Necrópolis de Arguiñeta
La necrópolis de Arguiñeta es una colección de sepulcros de entre los siglos VII y IX procedentes de diversas ermitas del entorno de la localidad vizcaína de Elorrio  en País Vasco, España. La necrópolis se encuentra en el entorno e interior de la ermita de San Adrián, en el barrio de Mendraka. Fue declarada Bien de Interés Cultural en 1931.
La colección contiene veinte sarcófagos (en algunas fuentes se señalan 23, 24 y 26), uno de ellos doble, dos cubiertas y cinco estelas precristianas realizados entre los siglos VII y IX (cuatro de las expuestas son copias estando los originales en el interior de la ermita). Es uno de los primeros testimonios cristianos de Vizcaya y del País Vasco, tratándose de uno de los monumentos funerarios vascos más importantes. El conjunto de Arguiñeta fue declarado primer Conjunto Artístico de Vizcaya en 1964 y se encuentra catalogado entre los Monumentos Nacionales de Euskadi.

## Descripción
En el entorno de la ermita de San Adrián de Arguiñeta, como en otras del Duranguesado, se estableció durante la Alta Edad Media una necrópolis estructurada por el rango social de la población, los de mayor prestigio social y jerarquía se inhumaban en sarcófagos mientras que los de menor rango eran enterrados en fosas excavadas en la tierra. 
En una intervención realizada a finales del siglo XIX, se señala al párroco de Elorrio sacerdote Domingo de Retolaza como autor de la misma, aunque alguna de las piezas llegó en 1947, se reunió en torno a la ermita un conjunto de estelas y sepulcros procedentes de ermitas vecinas de los barrios de Mendraka, Miota y Berrio. que están datadas entre los siglos VII y IX poseyendo algunas estas piezas inscripciones, están consideradas como las primeras inscripciones cristianas de Vizcaya y posiblemente del País Vasco, que le dan un valor histórico equiparable al de las encontradas en otros contextos norpirenaicos con los que presenta indudables analogías.
Se ha señalado como origen de la introducción del cristianismo a la llegada de los  visigodos en el año 711 que huían de los árabes tras la batalla de Guadalete.
Las piezas que conforman la colección están realizadas en piedra arenisca procedente, casi con seguridad, de la cantera de Albizu aunque muchas veces se ha dicho que procederían del monte Oiz. Los sarcófagos constan de dos piezas: una caja antropomorfa y una cubierta de forma triangular, a modo de tejadillo, en la cual, en algunos casos se han realizado inscripciones funerarias. Estas inscripciones, claramente cristianas, constituyen los testimonios escritos más antiguos de la presencia de núcleos cristianos en Vizcaya.
En una de ellas se puede leer: “In De(i) Niomine Momus in corpore bibentem /in era DCCCCXXI mi fecit/ ic dormit”, "En el nombre de Dios, Momus en vida corporal/ en la era 921 (año 883) me hizo/ Aquí duerme”, y en otra:
“Obiit F(a)m¯ (u)l(u)s d¯ (e)i Paterna XVII k(l)ds Augustas Ω A” ,"Murió Paterna, siervo de Dios, el 17 de las kalendas de agosto Ω A", otras interpretaciones de la lectura es "NARIATES DE IBATER XVII KALENDAS AUGUSTIERA DCDXXI" y "ERA DCDXXI DI OBIIT FMS  DI BATERIA XVII KLDS AGUSTAS". Bajo el "OBIIT " hay una cruz con el Ω A a su derecha. 
Las medidas de las piezas existentes rondan los 2 metros de longitud, trece de las piezas los superan mientras que siete no llegan a ellas, pero quedan por encima de 1,83 metros. La forma interior de los sarcófagos permiten estimar que los inhumados oscilan entre 1,63 y 1,97 metros de altura. La profundidad de los mismos ronda los 0,32 metros y las anchuras oscilan entre 0,60 y 0,70 metros. Una de las piezas está decorada mediante una incisión simple que recorre el perímetro del costado exterior y debía complementarse rellenándose con dientes de sierra formando una orla perimetral dentada.
En el conjunto hay cinco estelas funerarias realizadas en arenisca, cuatro discoideas y una triangular, tres de ellas se han ubicado dentro de la ermita mientras que las otras tres están en el exterior (son copias). Cuatro son estelas discoideas con un diámetro en torno a los 70 cm y una de ellas es triangular. La iconografía es de carácter astral formada por círculos concéntricos, prolongaciones radiales, cruciformes, orlas dentadas, etc.
Bajo los terrenos que se extienden alrededor de la ermita se ha hallado una necrópolis de lajas. En la parte sur, al estar el terreno nivelado mediante un relleno de escombros moderno, no se ha podido estudiar, aunque se estima que en ese lugar será donde se halle la zona más rica de la necrópolis.
Iñigo Agirre, arqueólogo de Elorrio que ha estudiado el conjunto los describe así: 

Junto a la ermita de San Adrián, y orientada al sur, contiene un total de 26 sepulcros monolíticos de piedra arenisca con sus correspondientes cubiertas labradas y que se disponen en forma de U con dos estelas circulares a su entrada y tres más, dos circulares y una triangular, en el lado opuesto.

## Ermita de San Adrián
La construcción de estilo renacentista construida en el siglo XVI sobre un edificio anterior. Se trata de una edificación de planta rectangular de una sola realizada en mampostería de arenisca con remates en sillería. Se cubre con una tejado a cuatro aguas con una espadaña con campana en su lado sur. Tiene un gran pórtico perimetral con una suelo de cantos rodados en su parte oeste y placas de caliza en el resto. Los accesos al templo son dos, uno situado a los pies realizado en arco carpanel y otro en la parte sur que es adintelado junto al cual se halla una mesa de piedra y una inscripción que dice "Año 1666".. El suelo de la nave es de cantos rodados.
El templo no cuenta con culto y su interior el altar se ha conformado con un sepulcro traído desde la ermita de san Esteba de Elorrio y la imagen del santo.  Se utiliza para desguarecer algunas de las piezas, las más interesantes por sus inscripciones y ornamento, de la colección de Arguiñeta. La fiesta del patrón es el primer sábado de agosto y la organiza la cofradía del barrio que lleva el nombre del santo.
El templo ha sido restaurado y reparado en diferentes ocasiones, en 1982 se hizo una reforma integral y en 2018 se reparó y retejo la cubierta.

## La leyenda de las dos hermanas
En torno al sarcófago doble que se halla en la necrópolis y el traslado de las piezas a la misma se ha desarrollado la leyenda de las dos hermanas. La leyenda cuenta que la tumba doble estaba ocupada por dos mujeres, Dalda y Trigilda, hijas del fundador del monasterio burgalés de Oña el conde de Castilla Sancho García. Estas mujeres fueron abadesas de algún monasterio de la zona y al morir se enterraron juntas. Cuando el párroco de Elorrio decide realizar la recopilación de los sarcófagos existentes en las ermitas vecinas y traerlas a Argiñeta las piezas no quedaron bien situadas quedando algunos de los sarcófagos mal cerrados, entre ellos el doble.
Una noche el párroco sueña que se le aparecen dos mujeres vestidas de abadesas y les señalan el sarcófago doble que estaba medio abierto y con los huesos en su interior mojándose por la lluvia persistente que caía. El sueño se vuelve recurrente y hace que el clérigo se acerque a la necrópolis aunque fuera de noche y bajo la lluvia. El cura subió con un candil en la mano que se le apaga cuando lega a la ermita de San Adrián, tras encenderlo, se da cuenta de que eran muchos lo sepulcros sin cerrar correctamente, los va cerrando uno a uno. Cuando llega al doble ve los restos mortales de dos mujeres con los atributos de abadesas. En ese momento percibe un suave olor a rosas y entre la maleza divisa la silueta de dos mujeres con hábitos que lo están observando. El curo se asusta y huye. A la mañana siguiente, tras las oraciones matinales, vuelve a sentir el tenue olor a rosas que decide volver a Argiñeta a terminar el trabajo, lo hace a la noche y cuando se dispone a cerrar la tumba, vuelve a percibir el olor y ve de nuevo a las mujeres, esta vez mueve la cubierta dejando lo huesos al resguardo de la lluvia, al levantar de nuevo la vista las mujeres han desaparecido y se ha abierto un estadio de y tranquilidad y paz que le inunda el alma.